# Villemer (Seine-et-Marne)
Pour les articles homonymes, voir Villemer.
Villemer [vilmɛʁ]  est une commune française située dans le département de Seine-et-Marne en région Île-de-France.

## Géographie

### Localisation

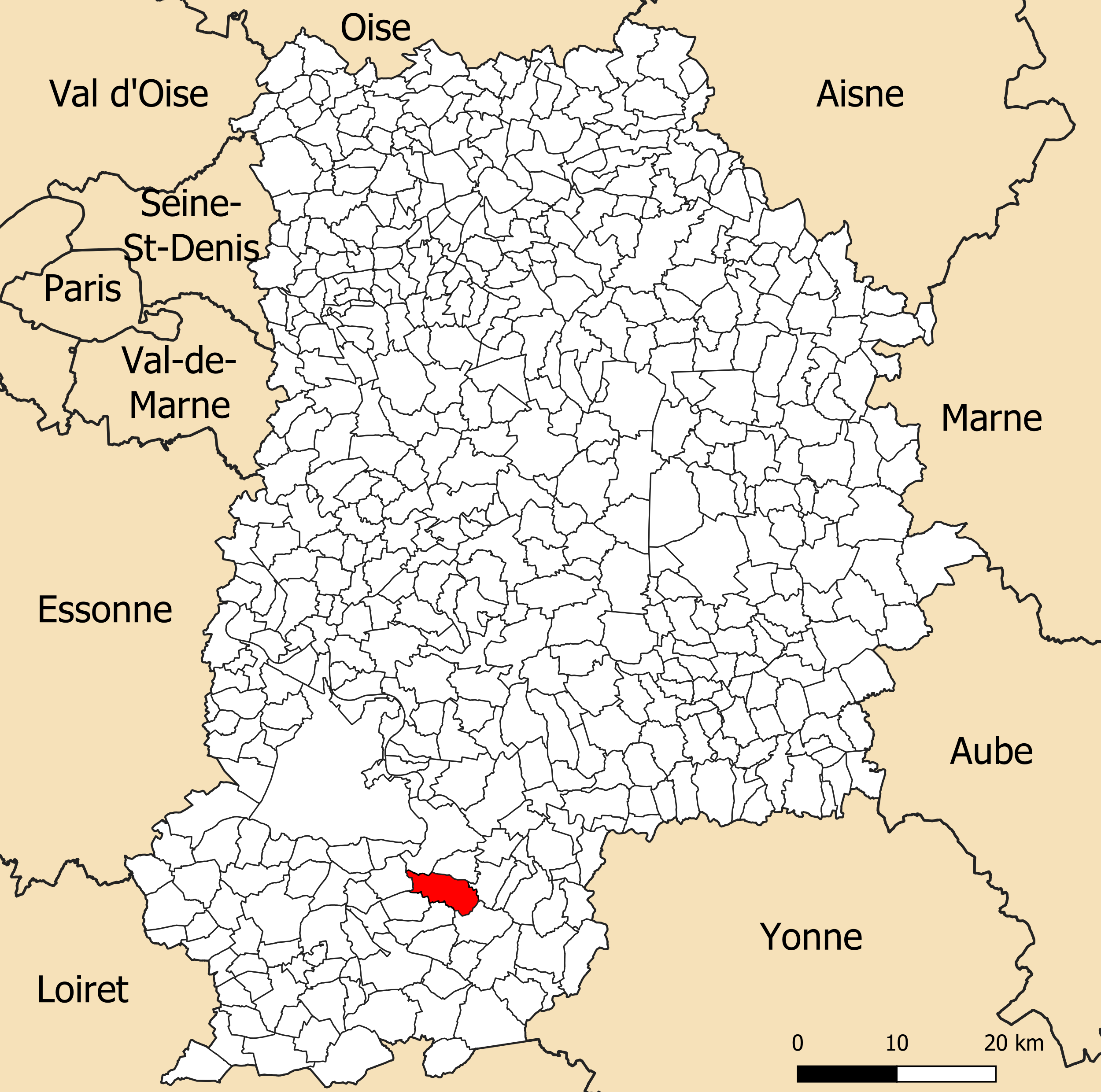
Localisation de la commune de Villemer dans le département de Seine-et-Marne.

Villemer est à environ 10 km au sud de Moret-sur-Loing.

### Communes limitrophes
| Moret-Loing-et-Orvanne | Villecerf      | Dormelles     |
| La Genevraye           | Villemer       |               |
| Nonville               | Treuzy-Levelay | Villemaréchal |

### Hydrographie

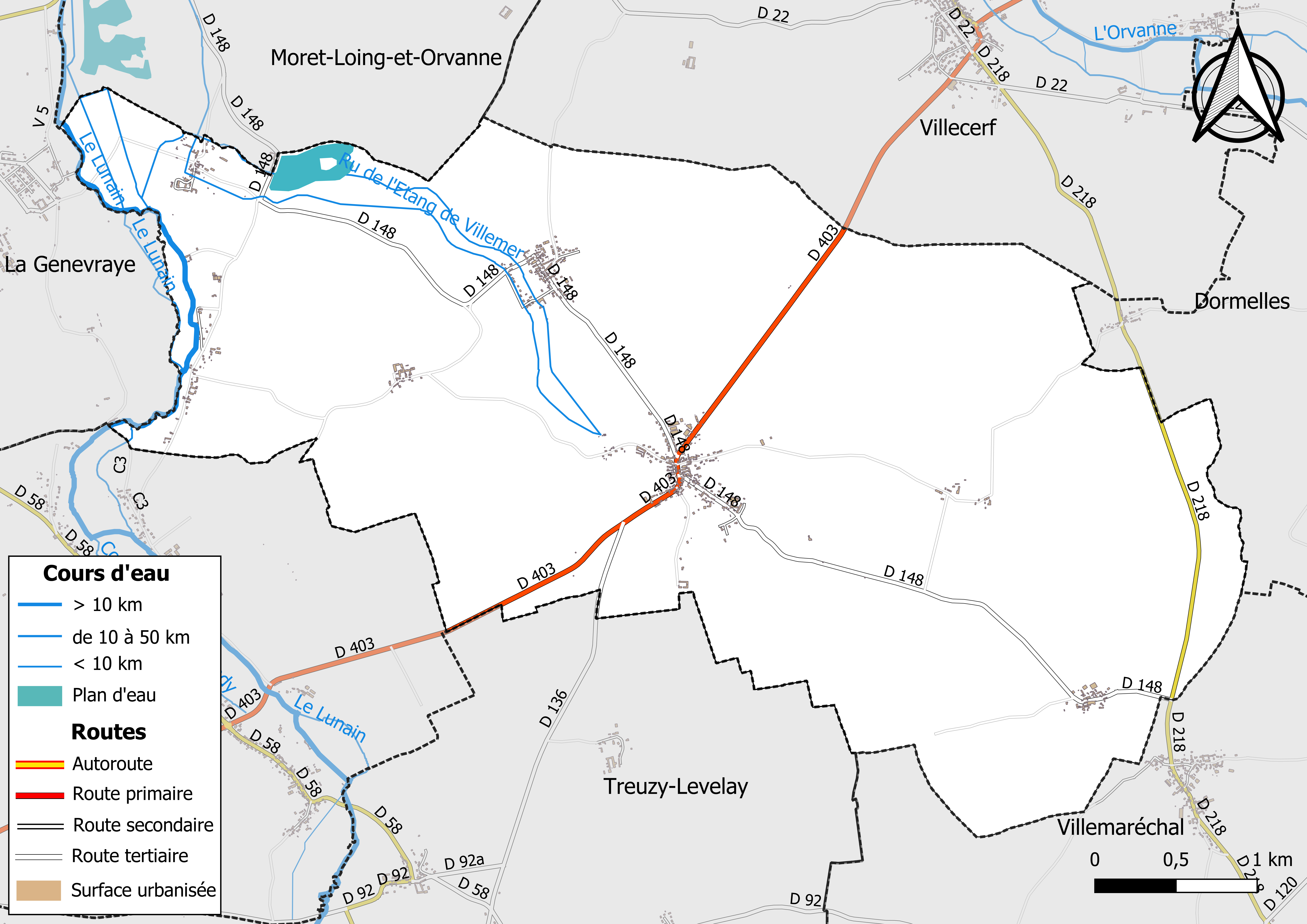
Carte des réseaux hydrographique et routier de Villemer.

Le réseau hydrographique de la commune se compose de cinq cours d'eau référencés :
- la rivière le Lunain, longue de 51,45 km[1], affluent du Loing, ainsi que :
  - un bras de 0,89 km[2] ;
  - un bras de 1,23 km[3] ;
  - le canal 01 des Prés de Saveuse , 0,91 km[4], et ;
  - le canal 02 des Prés de Saveuse , 1,48 km[5], qui confluent avec le Lunain ;

Par ailleurs, son territoire est également traversé par l’aqueduc du Lunain, 3,64 km, le ru de l'Étang de Villemer, aqueduc de 3,53 km et l'aqueduc de Villemer, 3,75 km.
La commune est aussi baignée par l'étang de Villeron.
La longueur totale des cours d'eau sur la commune est de 12,01 km.

### Climat
Pour des articles plus généraux, voir Climat de l'Île-de-France et Climat de Seine-et-Marne.
En 2010, le climat de la commune est de type climat océanique dégradé des plaines du Centre et du Nord, selon une étude du CNRS s'appuyant sur une série de données couvrant la période 1971-2000. En 2020, Météo-France publie une typologie des climats de la France métropolitaine dans laquelle la commune est exposée à un climat océanique altéré et est dans la région climatique Nord-est du bassin Parisien, caractérisée par un ensoleillement médiocre, une pluviométrie moyenne régulièrement répartie au cours de l’année et un hiver froid (3 °C).
Pour la période 1971-2000, la température annuelle moyenne est de 11 °C, avec une amplitude thermique annuelle de 15,3 °C. Le cumul annuel moyen de précipitations est de 708 mm, avec 10,9 jours de précipitations en janvier et 7,5 jours en juillet. Pour la période 1991-2020, la température moyenne annuelle observée sur la station météorologique la plus proche, située sur la commune de Nemours à 10 km à vol d'oiseau, est de 12,0 °C et le cumul annuel moyen de précipitations est de 690,3 mm,. Pour l'avenir, les paramètres climatiques de la commune estimés pour 2050 selon différents scénarios d'émission de gaz à effet de serre sont consultables sur un site dédié publié par Météo-France en novembre 2022.

### Milieux naturels et biodiversité

#### Espaces protégés
La protection réglementaire est le mode d’intervention le plus fort pour préserver des espaces naturels remarquables et leur biodiversité associée,.
La réserve de biosphère « Fontainebleau et Gâtinais », créée en 1998 et d'une superficie totale de 150 544 ha, est un espace protégé sur la commune. Cette réserve de biosphère, d'une grande biodiversité, comprend trois grands ensembles : une grande moitié ouest à dominante agricole, l’emblématique forêt de Fontainebleau au centre, et le Val de Seine à l’est. La structure de coordination est l'Association de la Réserve de biosphère de Fontainebleau et du Gâtinais, qui comprend un conseil scientifique et un Conseil Education, unique parmi les Réserves de biosphère françaises,,.

#### Réseau Natura 2000

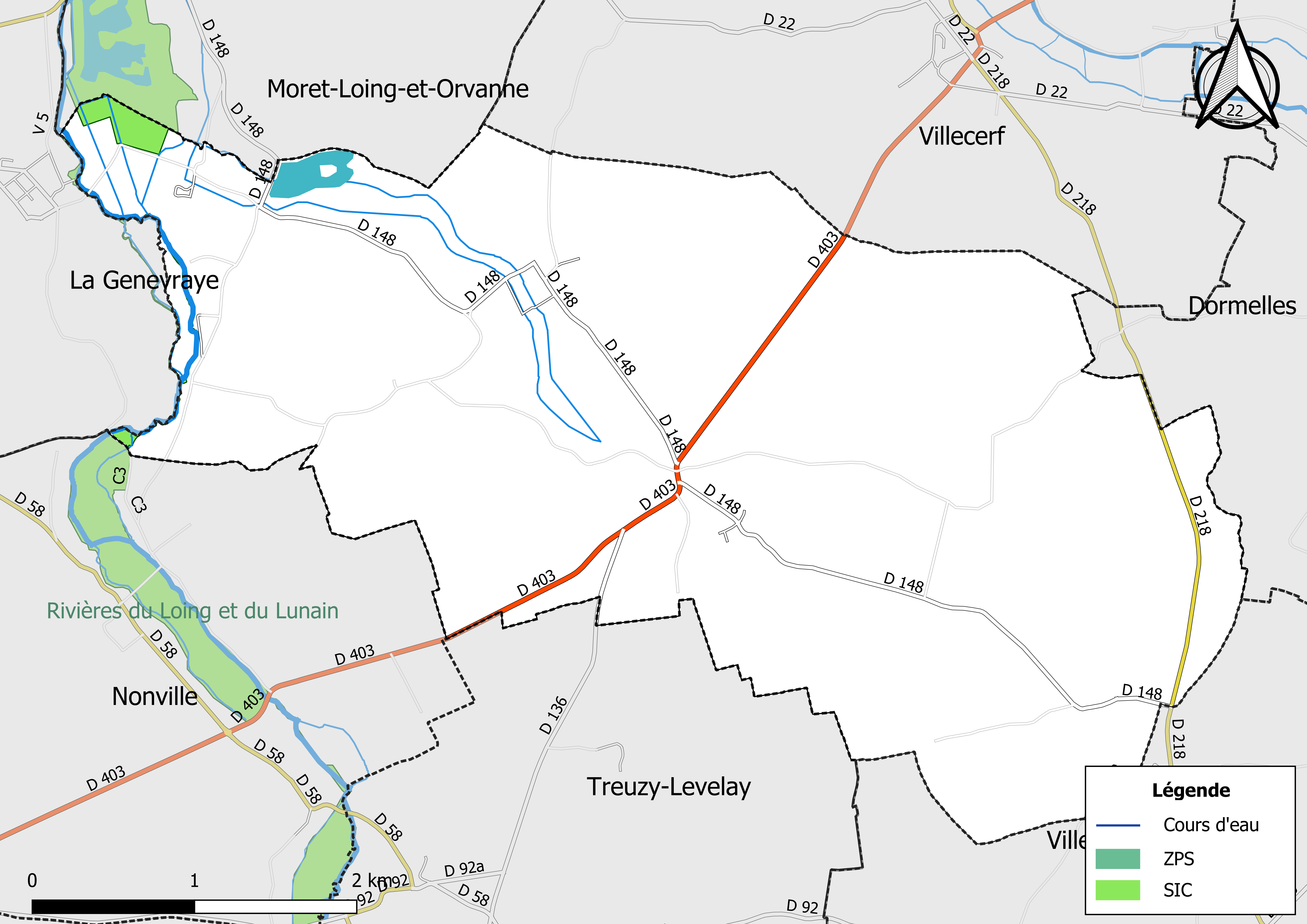
Sites Natura 2000 sur le territoire communal.

Le réseau Natura 2000 est un réseau écologique européen de sites naturels d’intérêt écologique élaboré à partir des Directives « Habitats » et « Oiseaux ». Ce réseau est constitué de Zones spéciales de conservation (ZSC) et de Zones de protection spéciale (ZPS). Dans les zones de ce réseau, les États Membres s'engagent à maintenir dans un état de conservation favorable les types d'habitats et d'espèces concernés, par le biais de mesures réglementaires, administratives ou contractuelles.
Deux sites Natura 2000 ont été définis sur la commune au titre de la « directive Habitats », : 
- la « Basse vallée du Loing », d'une superficie de 76,84 ha, localisée sur des alluvions modernes et anciennes des vallées du Loing et du Lunain. La tourbière alcaline d’Episy représente un des hauts lieux floristiques franciliens avec six espèces végétales protégées[23],[24] ;
- les « Rivières du Loing et du Lunain », d'une superficie de 400 ha, deux vallées de qualité remarquable pour la région Île-de-France accueillant des populations piscicoles diversifiées dont le Chabot, la Lamproie de Planer, la Loche de Rivière et la Bouvière[25],[26] ;

#### Zones naturelles d'intérêt écologique, faunistique et floristique
L’inventaire des zones naturelles d'intérêt écologique, faunistique et floristique (ZNIEFF) a pour objectif de réaliser une couverture des zones les plus intéressantes sur le plan écologique, essentiellement dans la perspective d’améliorer la connaissance du patrimoine naturel national et de fournir aux différents décideurs un outil d’aide à la prise en compte de l’environnement dans l’aménagement du territoire.
Le territoire communal de Villemer comprend quatre ZNIEFF de type 1,, : 
- les « Champs Captants de Villeron » (32,56 ha), couvrant 2 communes du département[28] ;
- les « Coteaux de Beauregard à l'Échafaud » (16 ha), couvrant 2 communes du département[29] ;
- l'« Étang de Villeron » (20,99 ha)[30] ;
- les « Cailloux du Luat » (2,41 ha)[31] ;

et une ZNIEFF de type 2,, 
la « vallée du Lunain entre Episy et Lorrez-Le-Bocage » (1 224,01 ha), couvrant 9 communes du département.

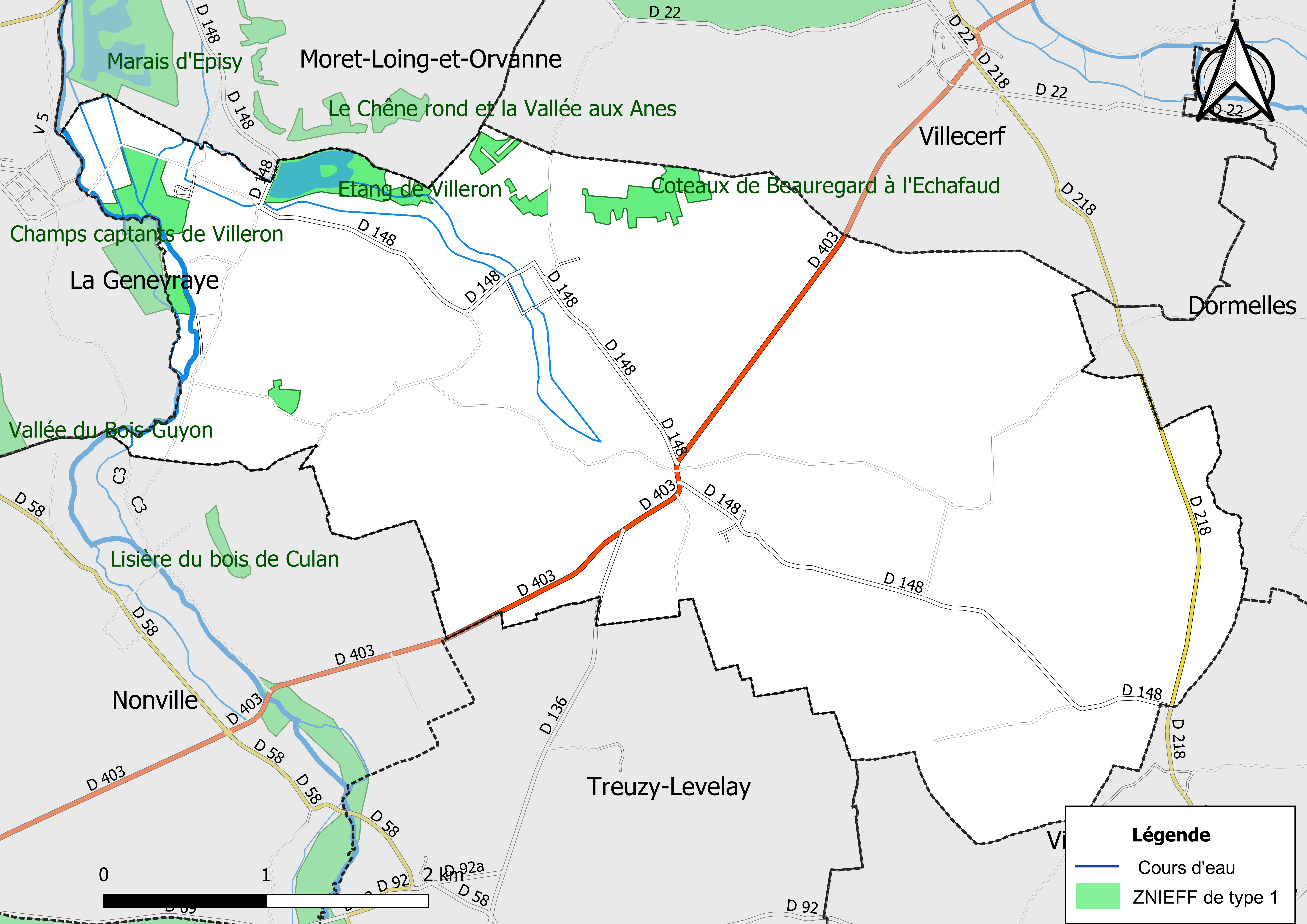
Carte des ZNIEFF de type 1 de la commune.
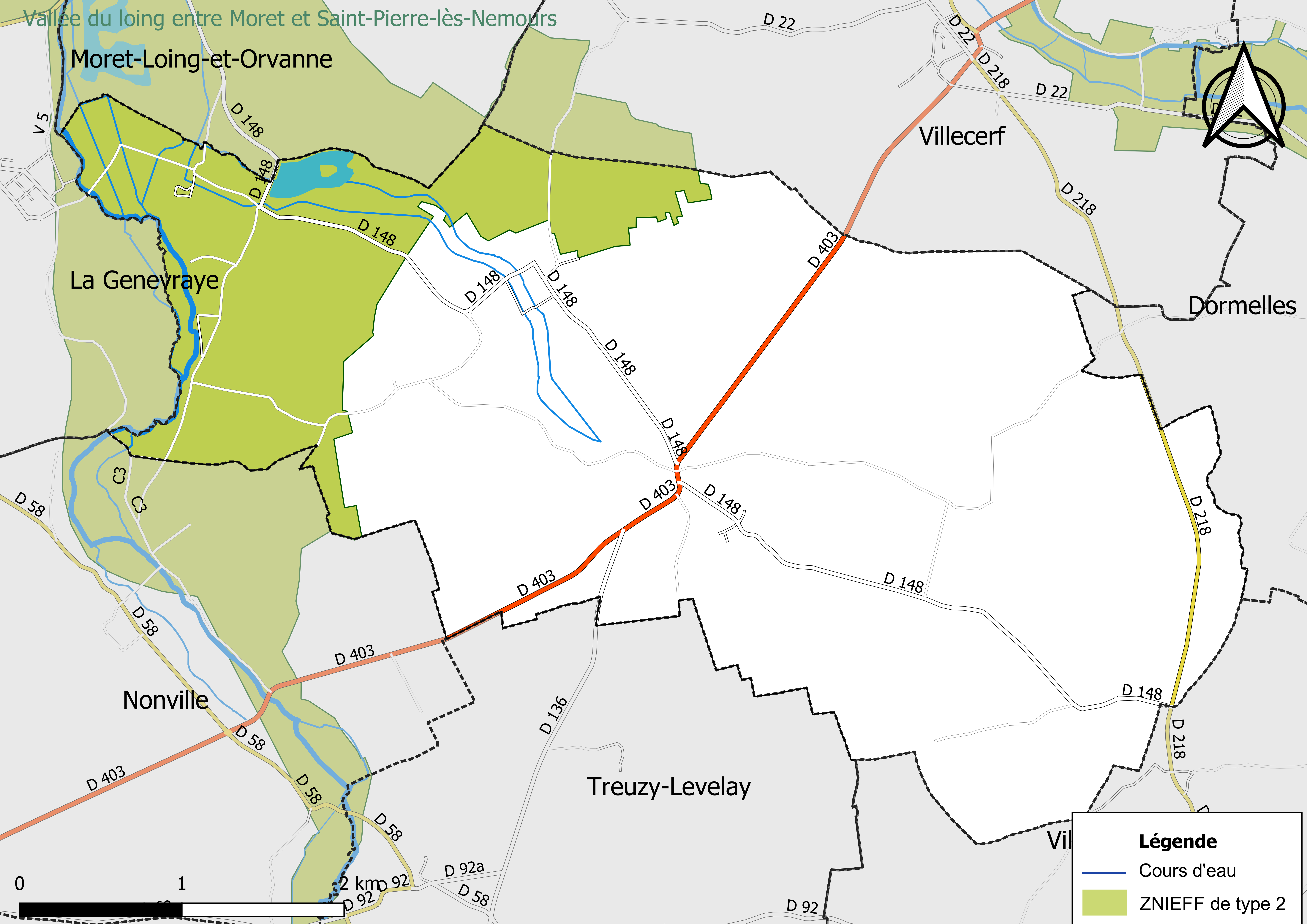
Carte des ZNIEFF de type 2 de la commune.

## Urbanisme

### Typologie
Au 1er janvier 2024, Villemer est catégorisée commune rurale à habitat dispersé, selon la nouvelle grille communale de densité à sept niveaux définie par l'Insee en 2022.
Elle est située hors unité urbaine. Par ailleurs la commune fait partie de l'aire d'attraction de Paris, dont elle est une commune de la couronne,. Cette aire regroupe 1 929 communes,.

### Lieux-dits et écarts
La commune compte 108 lieux-dits administratifs répertoriés consultables ici (source : le fichier Fantoir) dont Rebours, Villeron, le Coudray, Montmery, le Luat, le Gallois.

### Occupation des sols
L'occupation des sols de la commune, telle qu'elle ressort de la base de données européenne d’occupation biophysique des sols Corine Land Cover (CLC), est marquée par l'importance des territoires agricoles (81,9 % en 2018), une proportion sensiblement équivalente à celle de 1990 (82,2 %). La répartition détaillée en 2018 est la suivante : 
terres arables (74,8% ), forêts (15,2% ), zones agricoles hétérogènes (7,1% ), zones urbanisées (1,8% ), milieux à végétation arbustive et/ou herbacée (1,2 %).
Parallèlement, L'Institut Paris Région, agence d'urbanisme de la région Île-de-France, a mis en place un inventaire numérique de l'occupation du sol de l'Île-de-France, dénommé le MOS (Mode d'occupation du sol), actualisé régulièrement depuis sa première édition en 1982. Réalisé à partir de photos aériennes, le Mos distingue les espaces naturels, agricoles et forestiers mais aussi les espaces urbains (habitat, infrastructures, équipements, activités économiques, etc.) selon une classification pouvant aller jusqu'à 81 postes, différente de celle de Corine Land Cover,,. L'Institut met également à disposition des outils permettant de visualiser par photo aérienne l'évolution de l'occupation des sols de la commune entre 1949 et 2018.

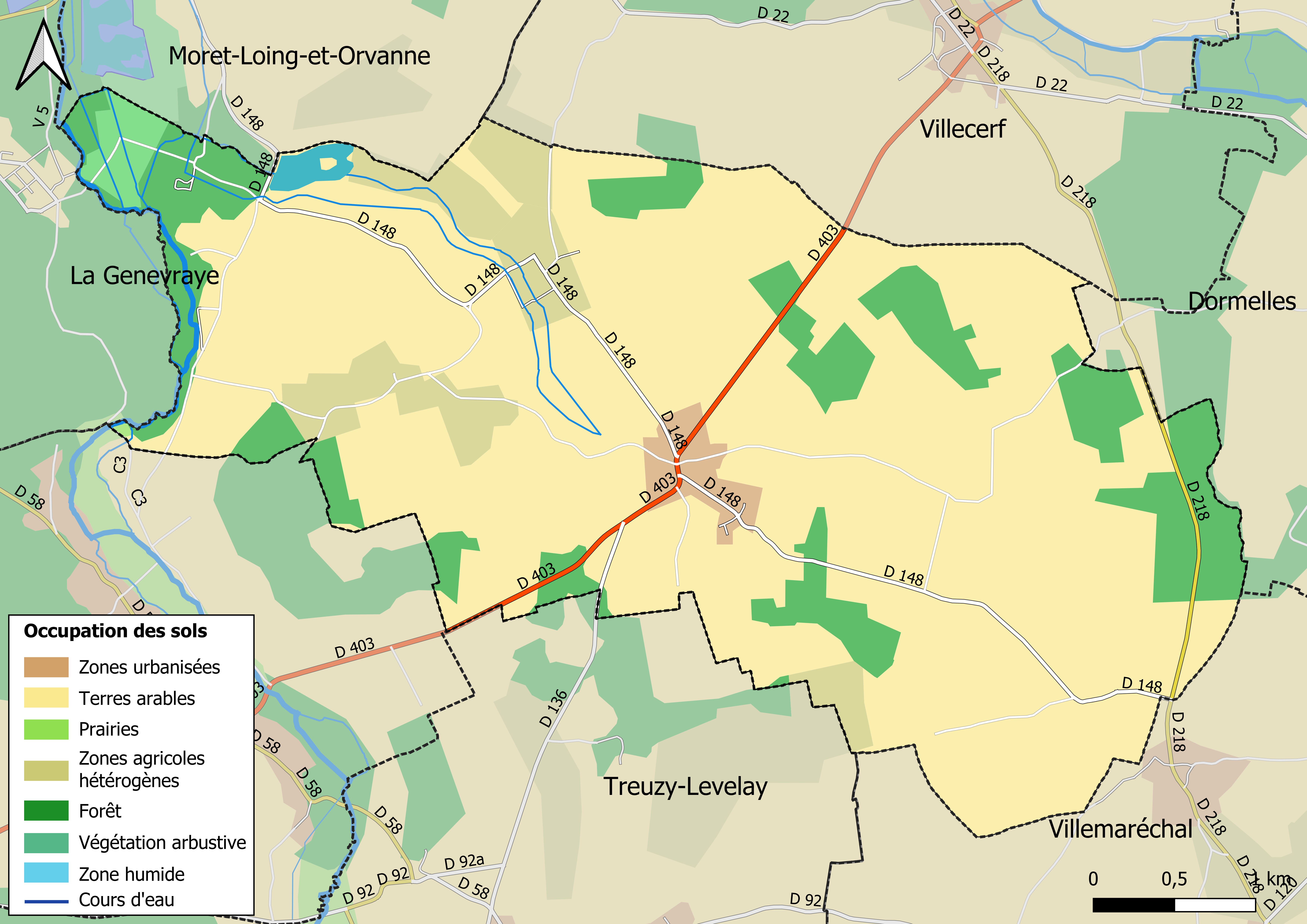
Carte des infrastructures et de l'occupation des sols en 2018 (CLC) de la commune.
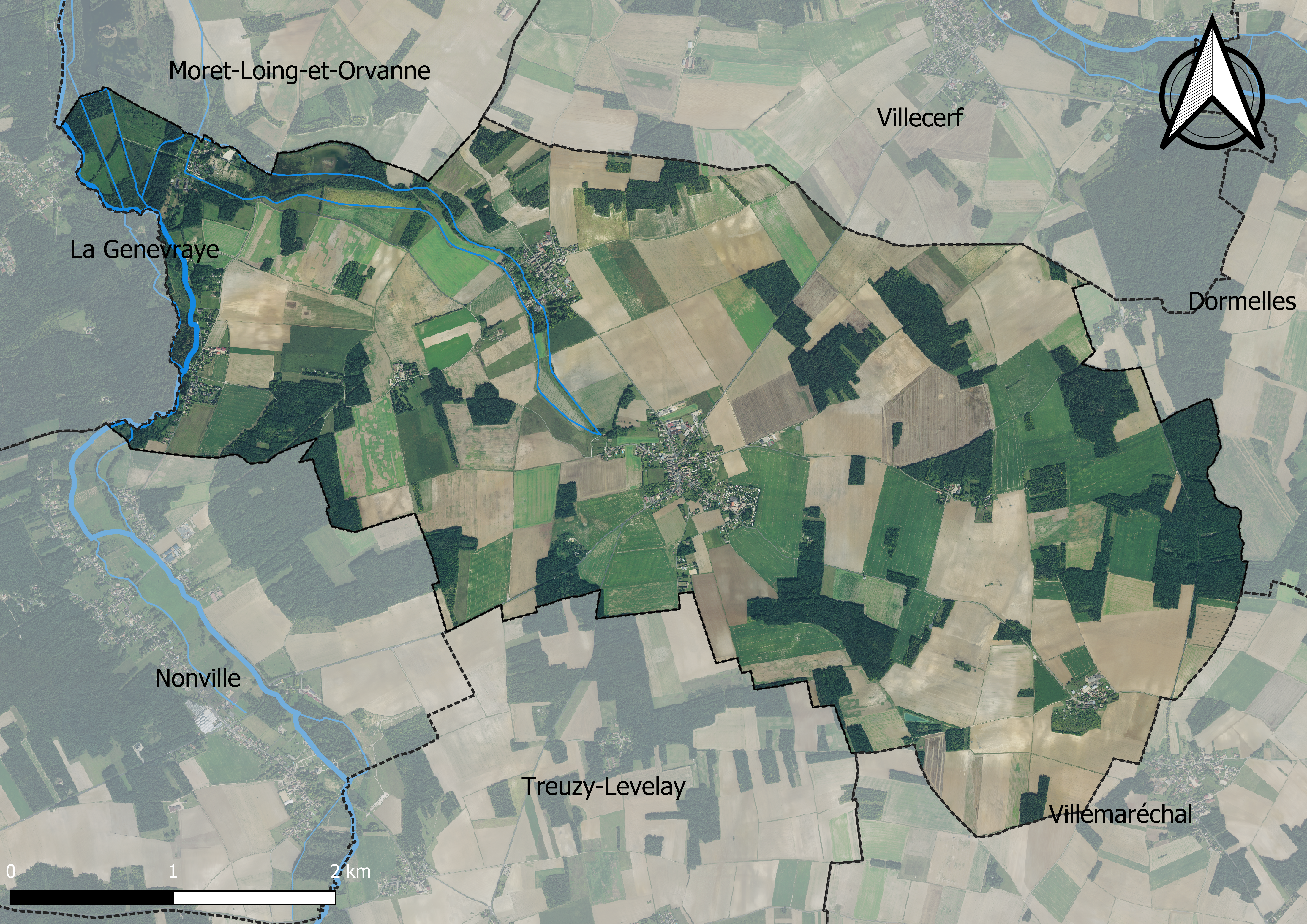
Carte orhophotogrammétrique de la commune.

### Planification
La loi SRU du 13 décembre 2000 a incité les communes à se regrouper au sein d’un établissement public, pour déterminer les partis d’aménagement de l’espace au sein d’un SCoT, un document d’orientation stratégique des politiques publiques à une grande échelle et à un horizon de 20 ans et s'imposant aux documents d'urbanisme locaux, les PLU (Plan local d'urbanisme). La commune est dans le territoire du SCOT Seine et Loing, dont le projet a été arrêté le 3 juillet 2019, porté par le syndicat mixte d’études et de programmation (SMEP) Seine et Loing rassemblant à la fois 44 communes et trois communautés de communes.
La commune disposait en 2019 d'un plan local d'urbanisme en révision. Le zonage réglementaire et le règlement associé peuvent être consultés sur le Géoportail de l'urbanisme.

### Logement
En 2016, le nombre total de logements dans la commune était de 
341 dont 93,5 % de maisons et 6,5 % d’appartements.
Parmi ces logements, 83,6 % étaient des résidences principales, 6,7 % des résidences secondaires et 9,7 % des logements vacants.
La part des ménages fiscaux propriétaires de leur résidence principale s’élevait à 86 % contre 11,2 % de locataires,, dont 0,7 % de logements HLM loués vides (logements sociaux) et, 2,8 % logés gratuitement.

### Voies de communication et transports

#### Transports
La commune est desservie par les lignes No 18A et No 18C du réseau de bus Vallée du Loing - Nemours et No 206, 207, 211 du réseau de bus Fontainebleau - Moret.

## Toponymie
Le nom de la localité est mentionné sous les formes Villamaris en 814 ; de Villamer en 1184 ; Vilemeir en 1205.
« Ville des eaux », la longueur totale des cours d'eau sur la commune est de 12,01 km. C'est par le mot mer que l'on désignait dans la région les grands étangs ou les mares d'eau. De l'oïl ville « village » et mare « petit amas d'eau dormante », à la source d'un ruisseau, le ru de l'Étang de Villemer, 3,5 km. Il y avait à proximité du village un vivier que l'on appelait « Grand'mer ».

## Politique et administration

### Liste des maires
| Période                                  | Période  | Identité       | Étiquette | Qualité           |
| ---------------------------------------- | -------- | -------------- | --------- | ----------------- |
| Les données manquantes sont à compléter. |          |                |           |                   |
| 1868                                     | 1869     | Michel Decazes |           |                   |
| Les données manquantes sont à compléter. |          |                |           |                   |
| 1995                                     | mai 2011 | Alain Houdry   | UMP-PR    | Cadre d’éducation |
| mai 2011                                 | ?        | Jean Derzelle  |           |                   |
| ?                                        | En cours | Jacques Piclin |           | Directeur d'école |

### Politique environnementale

#### Alimentation en eau potable
À Villemer l’adduction d’eau est organisée en régie à partir d'un captage à proximité du bourg. Eau de Paris est le seul maître d’ouvrage du captage, il permet d'alimenter en eau potable les usagers de la ville de Paris. L’eau est fournie à la régie de Villemer gratuitement, selon une convention.
Eau de Paris a réalisé à partir des années 2000 dans le périmètre de protection immédiat, des massifs filtrant ayant pour but de diminuer la turbidité (aujourd’hui moyenne inférieur à 0,01 FNU), tout en apportant une amélioration de la qualité bactériologique. À partir de 2020, sera mis en service une station de filtration des produits phytosanitaires pour compléter le traitement. Jusqu’alors, la régie de Villemer distribuait l’eau brute captée par Eau de Paris sans traitement, hormis un système de chloration automatique mis en place pour garantir la qualité bactériologique de l’eau distribuée.

Les recherches du BRGM et du Système d’Information pour la Gestion des Eaux Souterraines en Seine-Normandie (SIGESSN) permettent un partage des connaissances approfondies des nappes phréatiques de ce territoire. Le captage de Villemer capte dans la masse d’eau souterraine de la Craie du Gâtinais (Code Sandre HG210), un aquifère trans-bassin entre celui de la Loire et de la Seine. Cette nappe phréatique est libre de manière très majoritaire (98,43%). La Craie du Gâtinais est caractérisée par une porosité forte qui favorise le stockage de l’eau en quantité abondante. Une partie des écoulements est dû à des formes karstiques. Ces formes sont plus importantes dans les talwegs, par exemple dans la vallée du Lunain. Sur les plateaux - comme la source de Villemer - le réseau de fractures est plus faible. L’infiltration et l’écoulement fonctionnent également par capillarité dans les couches calcaires mais de manière plus lente. « L’écoulement global de l’eau, dans cette nappe est par le pendage de la couche, plutôt que par les directions de fractures. Il se fait donc vers le Nord Ouest. Toutefois, localement, l’écoulement est dévié de cette direction générale par des conduits karstiques orientés indépendamment des vallées et qui suivent quant à eux les zones de faiblesse de la roche. » (SIGESSN)

## Équipements et services

### Eau et assainissement
L’organisation de la distribution de l’eau potable, de la collecte et du traitement des eaux usées et pluviales relève des communes. La loi NOTRe de 2015 a accru le rôle des EPCI à fiscalité propre en leur transférant cette compétence. Ce transfert devait en principe être effectif au 1er janvier 2020, mais la loi Ferrand-Fesneau du 3 août 2018 a introduit la possibilité d’un report de ce transfert au 1er janvier 2026,.

#### Assainissement des eaux usées
En 2020, la commune de Villemer ne dispose pas d'assainissement collectif,.
L’assainissement non collectif (ANC) désigne les installations individuelles de traitement des eaux domestiques qui ne sont pas desservies par un réseau public de collecte des eaux usées et qui doivent en conséquence traiter elles-mêmes leurs eaux usées avant de les rejeter dans le milieu naturel. Le SIDASS de Moret Seine et Loing assure pour le compte de la commune le service public d'assainissement non collectif (SPANC), qui a pour mission de vérifier la bonne exécution des travaux de réalisation et de réhabilitation, ainsi que le bon fonctionnement et l’entretien des installations. Cette prestation est déléguée à une entreprise privée , dont le contrat arrive à échéance le 31 décembre 2025,.

#### Eau potable
En 2020, l'alimentation en eau potable est assurée par la commune qui en a délégué la gestion à une entreprise privée, dont le contrat expire le 25 avril 2021,,.

## Population et société

### Démographie
L'évolution du nombre d'habitants est connue à travers les recensements de la population effectués dans la commune depuis 1793. Pour les communes de moins de 10 000 habitants, une enquête de recensement portant sur toute la population est réalisée tous les cinq ans, les populations de référence des années intermédiaires étant quant à elles estimées par interpolation ou extrapolation. Pour la commune, le premier recensement exhaustif entrant dans le cadre du nouveau dispositif a été réalisé en 2006.

En 2022, la commune comptait 766 habitants, en évolution de +3,37 % par rapport à 2016 (Seine-et-Marne : +3,92 %, France hors Mayotte : +2,11 %).
| 1793 | 1800 | 1806 | 1821 | 1831 | 1836 | 1841 | 1846 | 1851 |
| ---- | ---- | ---- | ---- | ---- | ---- | ---- | ---- | ---- |
| 361  | 329  | 370  | 468  | 460  | 502  | 563  | 592  | 613  |

| 1856 | 1861 | 1866 | 1872 | 1876 | 1881 | 1886 | 1891 | 1896 |
| ---- | ---- | ---- | ---- | ---- | ---- | ---- | ---- | ---- |
| 605  | 564  | 537  | 526  | 493  | 488  | 486  | 477  | 464  |

| 1901 | 1906 | 1911 | 1921 | 1926 | 1931 | 1936 | 1946 | 1954 |
| ---- | ---- | ---- | ---- | ---- | ---- | ---- | ---- | ---- |
| 483  | 463  | 459  | 381  | 412  | 397  | 395  | 358  | 404  |

| 1962 | 1968 | 1975 | 1982 | 1990 | 1999 | 2006 | 2011 | 2016 |
| ---- | ---- | ---- | ---- | ---- | ---- | ---- | ---- | ---- |
| 403  | 414  | 468  | 570  | 596  | 648  | 651  | 683  | 741  |

| 2021 | 2022 | - | - | - | - | - | - | - |
| ---- | ---- | - | - | - | - | - | - | - |
| 778  | 766  | - | - | - | - | - | - | - |

## Économie

### Revenus de la population et fiscalité
En 2018, le nombre de ménages fiscaux de la commune était de 293, représentant 754 personnes et la  médiane du revenu disponible par unité de consommation  de 25 620 euros.

### Emploi
En 2017 , le nombre total d’emplois dans la zone était de 211, occupant 345 actifs  résidants.
Le taux d'activité de la population (actifs ayant un emploi) âgée de 15 à 64 ans s'élevait à 73,7 % contre un taux de chômage de 7 %.
Les 19,4 % d’inactifs se répartissent de la façon suivante : 8,1 % d’étudiants et stagiaires non rémunérés, 7,6 % de retraités ou préretraités et 3,7 % pour les autres inactifs.

### Secteurs d'activité

#### Entreprises et commerces
En 2018, le nombre d'établissements actifs était de 54 dont 9 dans l’industrie manufacturière, industries extractives et autres, 9 dans la construction, 14 dans le commerce de gros et de détail, transports, hébergement et restauration,3 dans l’Information et communication, 13 dans les activités spécialisées, scientifiques et techniques et activités de services administratifs et de soutien, 3 dans l’administration publique, enseignement, santé humaine et action sociale et 3  étaient relatifs aux autres activités de services.
En 2019, 9 entreprises ont été créées sur le territoire de la commune, dont 7 individuelles.
Au 1er janvier 2021, la commune ne possédait aucun hôtel  mais un terrain de camping disposant de  99 emplacements.
- ZA 11 artisans et commerçants.

#### Agriculture
Villemer est dans la petite région agricole dénommée la « Bocage gâtinais », à l'extrême sud du département. En 2010, l'orientation technico-économique de l'agriculture sur la commune est la culture de céréales et d'oléoprotéagineux (COP).
Si la productivité agricole de la Seine-et-Marne se situe dans le peloton de tête des départements français, le département enregistre un double phénomène de disparition des terres cultivables (près de 2 000 ha par an dans les années 1980, moins dans les années 2000) et de réduction d'environ 30 % du nombre d'agriculteurs dans les années 2010. Cette tendance se retrouve au niveau de la commune où le nombre d’exploitations est passé de 16 en 1988 à 7 en 2010. Parallèlement, la taille de ces exploitations augmente, passant de 68 ha en 1988 à 167 ha en 2010.
Le tableau ci-dessous présente les principales caractéristiques des exploitations agricoles de Villemer, observées sur une période de 22 ans : 
|                                      | 1988  | 2000  | 2010  |
| ------------------------------------ | ----- | ----- | ----- |
| Dimension économique,                |       |       |       |
| Nombre d’exploitations (u)           | 16    | 11    | 7     |
| Travail (UTA)                        | 32    | 13    | 9     |
| Surface agricole utilisée (ha)       | 1 091 | 1 063 | 1 167 |
| Cultures                             |       |       |       |
| Terres labourables (ha)              | 1 083 | 1 027 | 1 118 |
| Céréales (ha)                        | 752   | 676   | 685   |
| dont blé tendre (ha)                 | 498   | 448   | 403   |
| dont maïs-grain et maïs-semence (ha) | 118   | 65    | s     |
| Tournesol (ha)                       | 105   | 32    | 59    |
| Colza et navette (ha)                | 94    | 134   | 202   |
| Élevage                              |       |       |       |
| Cheptel (UGBTA)                      | 36    | 47    | 37    |

## Culture locale et patrimoine

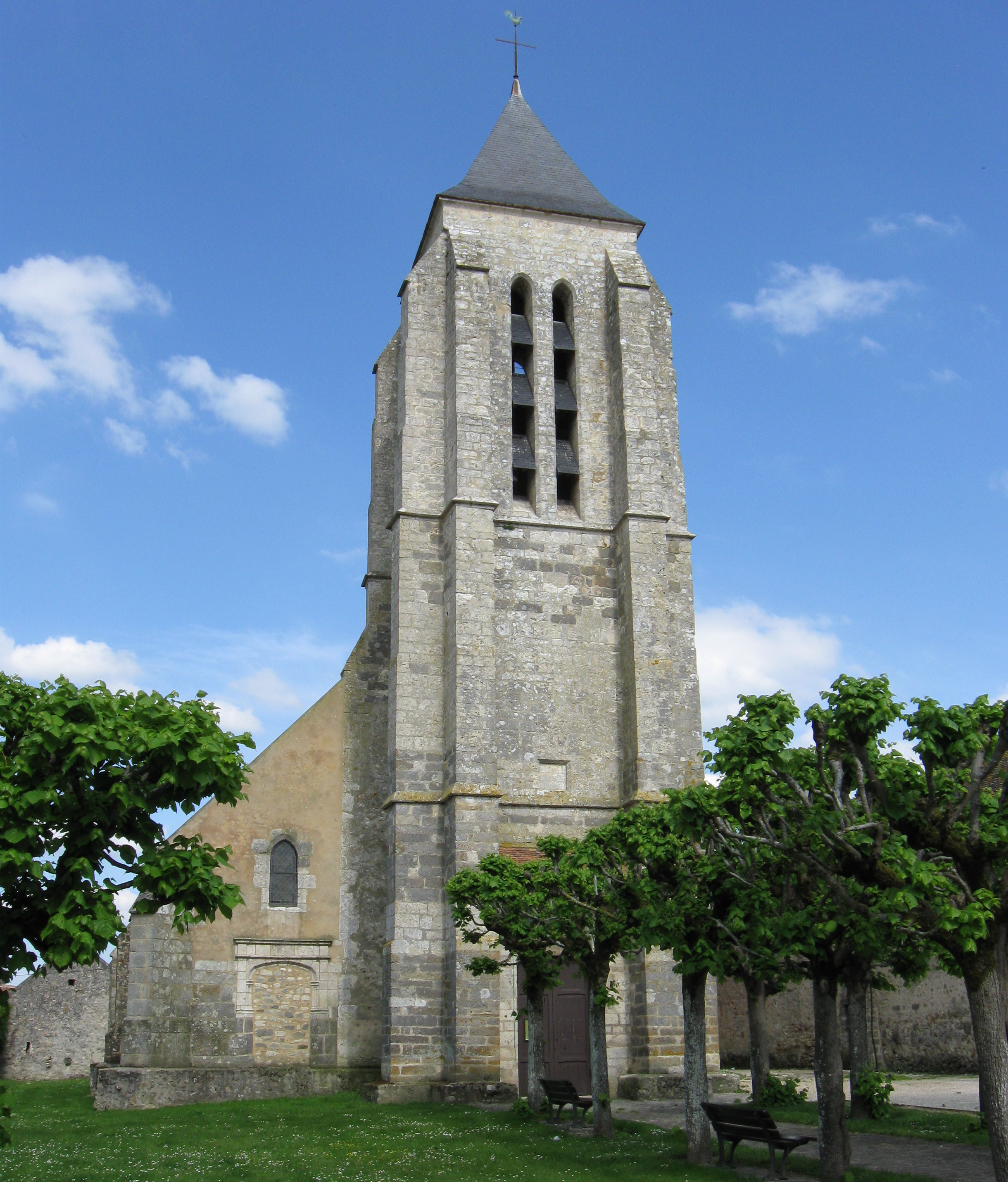
L'église Notre-Dame de Villemer.

### Lieux et monuments
- Église Notre-Dame (XIIe siècle-XVe siècle), inscrite au titre des monuments historiques[68],[69].

L'église Notre-Dame-de l'Assomption-et Saint-André fut édifiée à la fin du XIIe et début du XIIIe siècle en ce qui concerne le clocher-porche, le chœur et les parties hautes de la nef.
Le collatéral nord a pour sa part été construit au XVIe siècle. Il est agrémenté d'une porte Renaissance dans le pignon, maintenant murée.
Voir la statue de saint Éloi du XVIe siècle et le retable en bois polychrome du XVIIIe siècle. En 1957, des fresques du XVe siècle ont été mises à nu lors de travaux ; seuls vestiges de fresques parmi les églises de notre région.

### Personnalités liées à la commune
- Germaine Bouret (1907-1953), illustratrice, est enterrée au cimetière de la commune.

### Héraldique
| Blason de Villemer | Blason  | Parti: au 1er de sinople à la lettre V d'or en chef, au 2e de pourpre, au bouquet composé d'un coquelicot, d'un épi de blé, de deux bleuets, d'un épi de maïs et de trois marguerites, le tout au naturel, à senestre et brochant sur le tout. |
| Blason de Villemer | Détails | Le statut officiel du blason reste à déterminer. |